# Kipkemboi Kimeli
Kipkemboi Kimeli (* 30. November 1966 in Soy; † 6. Februar 2010 in Albuquerque, Vereinigte Staaten) war ein kenianischer Langstreckenläufer.
International trat er erstmals bei den Crosslauf-Weltmeisterschaften 1985 in Lissabon in Erscheinung, als er dort das Juniorenrennen gewann. Um mit dem Sport Geld zu verdienen, wagte er 1987 mit kaum mehr als den Kleidern, die er am Leib trug, den Schritt nach Europa. Unter der Obhut von Walter Abmayr trainierte Kimeli fortan beim USC Heidelberg. Im selben Jahr gewann er den Darmstädter Stadtlauf in Streckenrekordzeit und verteidigte diesen Titel im darauffolgenden Jahr.
Kurze Zeit später erzielte er den herausragenden Erfolg seiner Karriere bei den Olympischen Spielen 1988 in Seoul. Im 10.000-Meter-Lauf gewann der damals international noch relativ unbekannte Athlet in persönlicher Bestleistung von 27:25,16 min die Bronzemedaille hinter Brahim Boutayeb (27:21,46 min) und Salvatore Antibo (27:23,55 min). Danach blieben für Kimeli allerdings vergleichbare Resultate bei internationalen Meisterschaften aus. Einzig bei den Crosslauf-Weltmeisterschaften 1989 in Stavanger erreichte er als Achter im Langstreckenrennen noch eine vordere Platzierung.
Anfang der 1990er Jahre zog Kimeli nach Albuquerque, wo er regelmäßig an regionalen Wettkämpfen teilnahm. Am 6. Februar 2010 starb er an den Folgen einer Lungenentzündung.
Kipkemboi Kimeli war 1,73 m groß und wog zu Wettkampfzeiten 64 kg.

## Persönliche Bestzeiten
- 5000 m: 13:25,97 min, 1. September 1989, Monaco
- 10.000 m: 27:25,16 min, 26. September 1988, Seoul